# Colletes susannae
Colletes susannae là một loài Hymenoptera trong họ Colletidae. Loài này được Swenk mô tả khoa học năm 1925.